# John Kay (inventor)

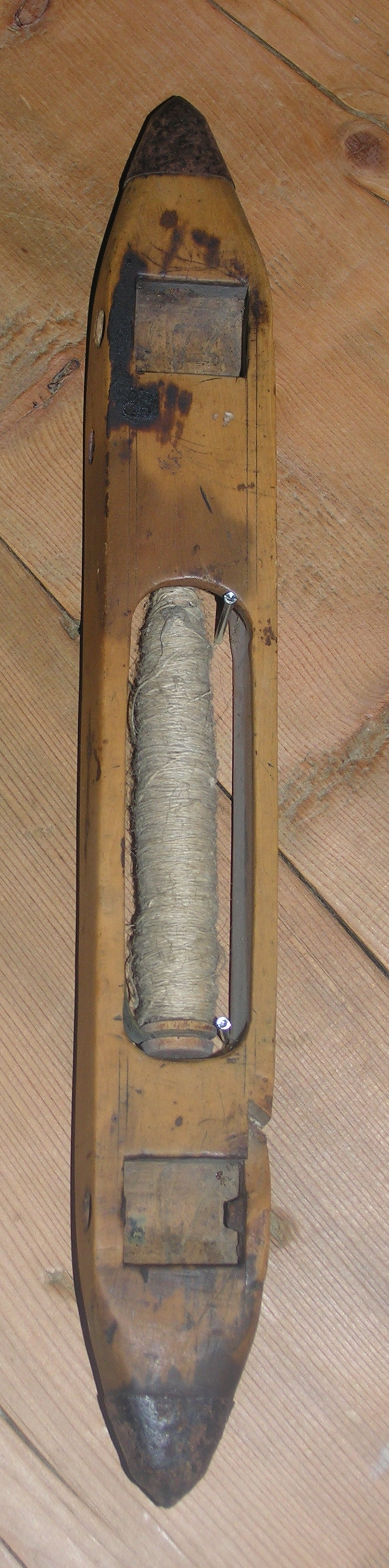
Lançadeira volante com extremidades metálicas, rodinhas e pirn com trama

John Kay (17 de junho de 1704 – c. 1779) foi um inventor inglês cuja criação mais importante foi a lançadeira volante, uma contribuição essencial para a Revolução Industrial. Ele é frequentemente confundido com seu homônimo, que desenvolveu a primeira "máquina de fiar".

## Primeiros anos
John Kay nasceu em 17 de junho de 1704, em Walmersley, um povoado ao norte de Bury, Lancashire. Seu pai, Robert, era um yeoman proprietário da propriedade chamada "Park". John nasceu ali. Como quinto filho de dez, John herdou £ 40 aos 21 anos e recebeu educação até os 14. Sua mãe ficou responsável por sua educação até se casar novamente.

### Aprendizado
Aprendeu o ofício de fabricante de junco para tear, mas voltou para casa em um mês, dizendo já ter dominado a profissão. Criou uma versão metálica do junco, que teve boa aceitação comercial. Casou-se com Anne Holte em 29 de junho de 1725. Sua filha Lettice nasceu em 1726 e seu filho Robert em 1728.
Em 1730, Kay patenteou uma máquina de torcer para lã penteada.

## Lançadeira Volante
Em 1733, Kay recebeu a patente de um dispositivo revolucionário: uma lançadeira com rodinhas para tear manual. Ela acelerava muito o processo de tecelagem, permitindo o uso por um único operário.
A invenção foi chamada de "lançadeira voadora" pela velocidade com que se movia. Foi descrita como “uma nuvem pequena que desaparece no mesmo instante”.

### Oposição
Em julho de 1733, Kay criou uma sociedade em Colchester para fabricar a lançadeira. Mas em setembro, os tecelões locais temiam perder seus empregos e pediram ao rei que impedisse a invenção.
A lançadeira volante causou um desequilíbrio na produção, dobrando a produtividade da tecelagem sem aumentar a velocidade da fiação, perturbando tanto fiadores quanto tecelões.
Kay tentou promover a lançadeira em Bury, mas os fabricantes de lã não a consideravam robusta o suficiente. Passou dois anos aperfeiçoando o dispositivo, o que gerou disputas posteriores sobre a patente.
Em 1738, mudou-se para Leeds, onde a dificuldade era a cobrança de royalties (15 xilins por lançadeira ao ano).
Ele patenteou outras máquinas nesse ano, mas não tiveram aplicação industrial.

### O Clube da Lançadeira
Kay e seus parceiros processaram diversos tecelões por violação de patente, mas mesmo quando ganhavam, as indenizações não cobriam os custos judiciais. Para resistir, os fabricantes criaram o “Clube da Lançadeira”, um sindicato que cobria os custos de defesa de seus membros e promovia pirataria de patentes. Isso quase arruinou Kay.
Em 1745, ele e Joseph Stell patentearam um tear para fitas de tecido, com a intenção de que fosse movido por roda d'água. Mas os custos legais impediram o avanço. Ele voltou a Bury em dificuldades financeiras. Nesse ano nasceu seu 12º e último filho, William.
Kay continuou inovando: em 1746 trabalhava em métodos de produção de sal e melhoramentos na fiação. Mas isso o tornou impopular entre os fiadores de Bury. A lançadeira voadora já estava se popularizando, aumentando a demanda por fio de algodão, cujo preço subiu, e Kay foi responsabilizado.

## Vida na França
Kay sofreu violência na Inglaterra, mas deixou o país pela dificuldade de lucrar com sua patente. O Bureau de Commerce de Daniel-Charles Trudaine apoiava inovações têxteis, e Kay via nisso uma oportunidade.
Em 1747, foi a Paris. Negociou por um pagamento à vista de £ 10 000 libras esterlinas, mas acabou aceitando 3 000 livres e uma pensão anual de 2 500 livres. Ele reteve o monopólio da produção da lançadeira na França (exceto no Languedoc) e levou três filhos para ajudá-lo.
Kay relatou ao governo francês que sua invenção já era usada na Inglaterra, embora de forma imperfeita por falta de sua orientação.
A mecanização da indústria têxtil francesa é tradicionalmente datada de 1753, com a adoção da lançadeira voadora. A maioria das lançadeiras era copiada, não feita por Kay, que tentou impor seu monopólio sem sucesso. Retornou brevemente à Inglaterra em 1756.
Ele estava de volta à França em 1758, onde permaneceu até o fim da vida. Ainda visitaria a Inglaterra pelo menos duas vezes, inclusive em 1773. Em 1765/66 apelou à Royal Society of Arts por reconhecimento, mas não foi compreendido. Morreu provavelmente em 1779, após seu último contato conhecido, uma carta de 8 de junho daquele ano.

## Legado

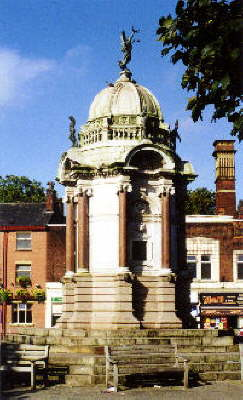
Memorial a John Kay em Bury

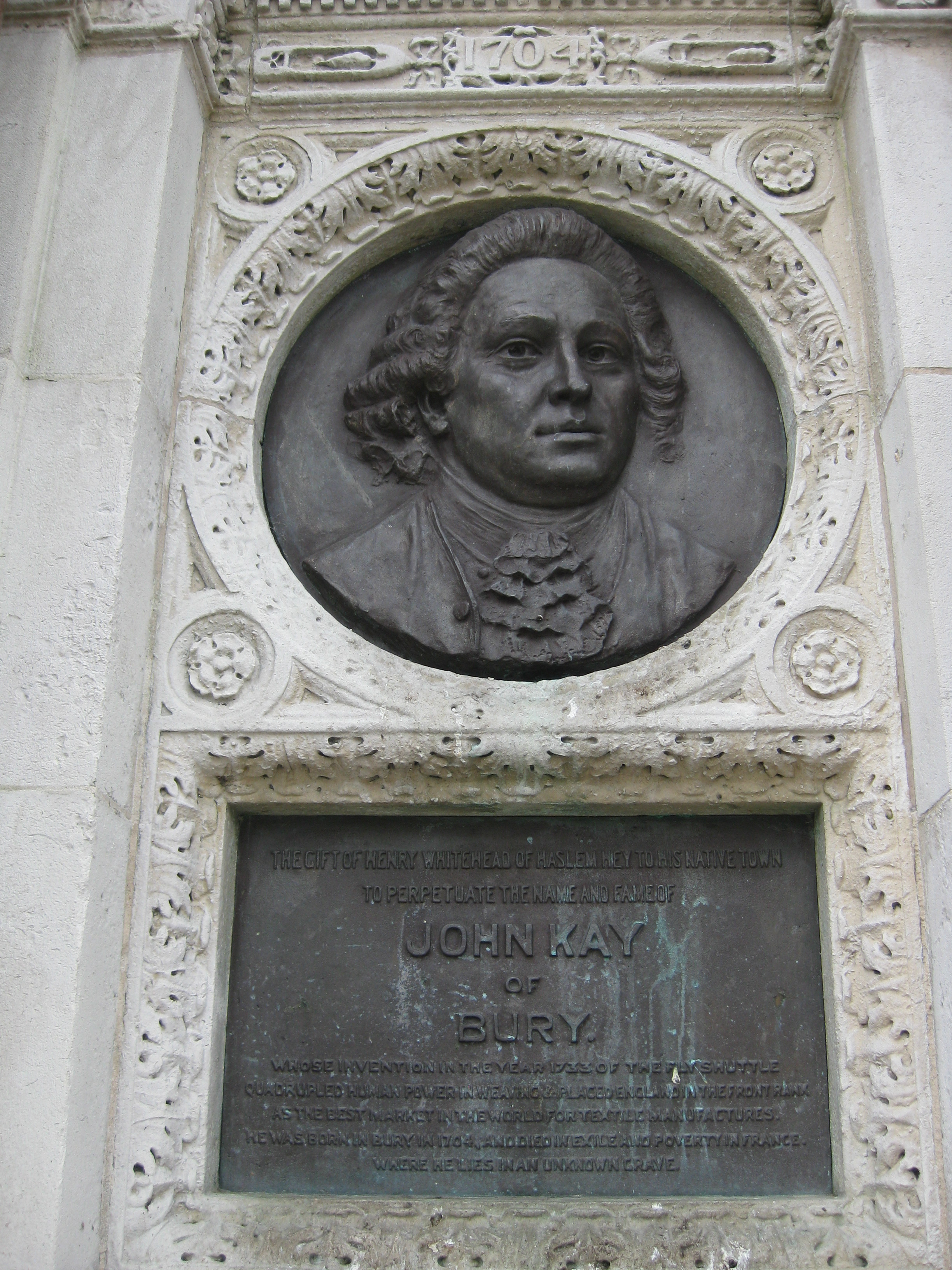
Inscrição no retrato do Memorial a John Kay

Em Bury, Kay tornou-se um herói local. Há pubs com seu nome e os Jardins Kay homenageiam sua memória. O centro da cidade abriga um memorial a John Kay de 1908, projetado por William Venn Gough e com escultura de John Cassidy. O plano para o memorial foi iniciado em 1903, após uma reunião pública em Bury que lançou uma campanha de arrecadação. Segundo os organizadores, Bury "devia a Kay um desagravo", por tudo que sofrera.
O filho de John Kay, Robert, permaneceu na Grã-Bretanha. Em 1760, ele desenvolveu o drop box, que permitia o uso de múltiplas lançadeiras e tramas coloridas.
Seu outro filho, John ("Francês Kay"), viveu com o pai na França. Em 1782, escreveu sobre os sofrimentos do pai a Richard Arkwright, que usou o relato para ilustrar as dificuldades de defesa de patentes em uma petição parlamentar.
Ford Madox Brown retratou Kay e sua invenção em um painel na Prefeitura de Manchester.

### Thomas Sutcliffe
Na década de 1840, o bisneto de Kay, Thomas Sutcliffe, tentou promover a herança familiar ligada a Colchester. Em 1846, pediu sem sucesso um subsídio do parlamento para os descendentes de Kay. Sutcliffe errou na genealogia e na história familiar. Seus relatos fantasiosos foram desmentidos por John Lord após examinar fontes primárias.